# Pseudoperomyia psittacephala
Pseudoperomyia psittacephala är en tvåvingeart som beskrevs av Li och Bu 2001. Pseudoperomyia psittacephala ingår i släktet Pseudoperomyia och familjen gallmyggor.
Artens utbredningsområde är Fujian (Kina). Inga underarter finns listade i Catalogue of Life.